# Llei de Reorganització dels Estats del 1956
La Llei de Reorganització dels Estats (anglès: States Reorganisation Act, 1956) fou una reforma en profunditat de l'estructura administrativa de l'Índia. Entrà en vigor el 31 d'agost del 1956 i regulava la reorganització del territori indi en estats individuals basats en criteris ètnics i lingüístics. Per motius de procediment, la regulació corresponent als estats de Bihar i Bengala Occidental, la Llei de Bihar i Bengala Occidental (Transferència de Territoris), entrà en vigor l'endemà. Els canvis territorials que emanaven d'aquestes dues lleis foren aplicats a partir de l'1 de novembre del mateix any.